# Idiogramma elbakyanae
Idiogramma elbakyanae (лат.) — вид наездников из подсемейства Tryphoninae семейства Ichneumonidae. Эндемик Мексики, названный в честь Александры Элбакян.

## Распространение
Северная Америка: Нанакамильпа-де-Марияно-Ариста, штат Тласкала, Мексика. Исследованная особь поймана в палаточную ловушку Малеза в смешанном лесу, состоящем из сосны и дуба на высотах от 2830 до 2900 м.

## Описание
Мелкие перепончатокрылые наездники, длина тела 3,8 мм, длина крыла 3,9 мм. Тело коренастое. Усики с 23 члениками жгутика (флагелломерами). Голова округлённая позади глазами. Яйцеклад очень длинный (общая длина больше длины всего тела), длина концевых ножен яйцеклада равна 4,2 длины задней голени. Основная окраска буровато-чёрная с жёлтыми отметинами. Голова от буровато-чёрной до полностью чёрной. Нижняя часть щёк и лицо медиально желтоватые; клипеус и жвалы (кроме чёрных зубцов) жёлтые; ротовые части жёлтые с двумя апикальными сегментами нижнечелюстных щупиков и одним апикальным сегментом нижнегубных щупиков темноватые. Жгутик усика чёрный, светлее в базальной части; скапус и педицель коричневато-чёрные, снизу желтоватые и с жёлтым внешним апикальным краем. Грудь полностью коричневато-чёрная; тегулы жёлтые. Птеростигма коричневая. Ноги в основном коричневые; передние тазики жёлтые, немного коричневатые в базальной части; средние тазики светло-коричневые; передние и средние вертлуги жёлтые; передние и средние бёдра и задние вертлуги от жёлтого до коричневого. Метасомальные тергиты темно-коричневые, тергиты со второго по седьмой с задними краями дорсально широко, а латерально узко окаймлённые желтыми отметинами.
Входит в состав небольшого голарктического рода Idiogramma, ранее включавшего шесть видов — 3 в Палеарктике (в том числе, два в России) и 4 в Неарктике (один вид — Idiogramma euryops, — встречается на обоих континентах). От близких неарктических видов отличается отсутствием затылочного киля в дорзальной и латеральной частях; более длинными и выступающими щеками (чем у видов Idiogramma alysiina и Idiogramma euryops); и от видов Idiogramma eurum и Idiogramma euryops также буроватым лицом (он жёлтое у двух других видов). От близкого вида Idiogramma comstockii отличается следующими признаками: яйцеклад удлинённый (длина концевых ножен яйцеклада равна 4,2 длины задней голени, а не 2,4 как у другого вида); лоб выпуклый, без срединной выемки; мандибулы сильно суживаются к вершине, и в базальной части они шире, чем в апикальной.
Предположительно, как и близкие виды, является паразитоидом личинок вредителей сельскохозяйственных и лесных культур пилильщиков рода Xyela, а значит потенциально полезным. Вид был впервые описан в августе 2017 года гименоптерологом Андреем Халаимом Архивная копия от 26 октября 2017 на Wayback Machine (Зоологический институт РАН, Санкт-Петербург, Россия) по типовым материалам из Мексики. Обнаружен вместе с двумя близкими видами, также названными в честь людей: Gelanes horstmanni (в честь крупного немецкого гименоптеролога Клауса Хорстманна) и Idiogramma comstockii (в честь известного американского энтомолога профессора Джона Комстока; 1849—1931).

## Видовое название
Видовое название дано в честь Александры Элбакян — создателя сервиса бесплатного доступа к научной литературе Sci-Hub «в ознаменование её вклада в то, чтобы научное знание стало доступно всем исследователям».
31 августа 2017 года, сразу после выхода статьи с описанием вида, её соавтор, энтомолог Андрей Халаим написал в своём блоге: «Свершилось! Сегодня вышла моя статья с видом в честь А. Элбакян. […] Справедливости ради замечу, что далеко не всё в современной общественной деятельности А. мне нравится. Но человек, создавший Сци-Хаб, всю оставшуюся жизнь может делать что угодно, творить любые безобразия и пить кровь младенцев, и это будет прощено».

### Реакция на название
1—2 сентября 2017 года российские научно-популярные СМИ опубликовали новостные заметки о наименовании насекомого в честь А. Элбакян, а уже 5 сентября 2017 года Александра Элбакян в качества протеста приостановила работу сервиса Sci-Hub для всех пользователей из России. Одной из указанных причин такого поступка было, что «сотрудник Российской академии наук решил назвать в честь Александры паразитическое насекомое».
Зоолог Андрей Халаим, открывший Idiogramma elbakyanae, объяснил журналистам, почему он дал ему такое название: «К ресурсу Sci-Hub отношусь крайне положительно. Для многих исследователей это практически единственная возможность загружать и читать публикации, за доступ к которым издательства требуют плату. Особенно это актуально для небогатых стран и организаций, которые не могут позволить себе подписку. […] Ничего оскорбительного в названии нового вида именем Александры нет, достаточно посмотреть этимологию в описании таксона. Зоолог-систематик дает названия тем насекомым, которых изучает. Был бы лепидоптерологом, назвал бы прекрасную бабочку. Был бы орнитологом — птицу. К слову, описанный вид — не паразит, а паразитоид, по своей сути это скорее хищник». Однако это объяснение не удовлетворило А. Элбакян и ограничения доступа к сайту сняты не были: «На насекомое я бы не обратила внимание, если бы это не высмеивалось научно-популярными СМИ. […] Так что подтекст здесь очевиден не только мне. […] Что касается учёного, то я думаю, что насчет своей мотивации в именовании насекомого он лукавит. Взрослый человек должен понимать, как это воспринимается».
Андрей Халаим так подвёл итог заочной дискуссии: «Намерений оскорбить у меня не было. О конфликте Александры с „либералами“ и прочими до вчерашнего дня практически ничего не знал, за её публичной деятельностью специально не следил. Для меня она была прежде всего человеком, создавшим Сци-Хаб и продвигавшим идею доступности научных знаний. Вид назван в признание именно этих заслуг, а не за её личные качества. […] Чувства вины не испытываю. Обиженным себя не чувствую. Случившееся расцениваю как недоразумение. […] Я не паразитолог и не изучаю паразитов. Описанный новый вид — это оса, паразитоид (разновидность хищников), уничтожающая других насекомых в стробилах сосен. Обитает в высокогорных сосняках Мексики. Вид редкий и красивый (морфологически). Зоолог не обязан согласовывать патронимы. Отменить название или „переназвать“ вид нельзя».
9 сентября 2017 года А. Элбакян сняла блокировку сайта Sci-Hub для России.